# Doctor Belisario Domínguez, Villa Corzo
Doctor Belisario Domínguez är en ort i Mexiko.   Den ligger i kommunen Villa Corzo och delstaten Chiapas, i den sydöstra delen av landet, 700 km sydost om huvudstaden Mexico City. Doctor Belisario Domínguez ligger 729 meter över havet och antalet invånare är 319.
Terrängen runt Doctor Belisario Domínguez är kuperad. Runt Doctor Belisario Domínguez är det ganska glesbefolkat, med 24 invånare per kvadratkilometer. Närmaste större samhälle är San Pedro Buenavista, 2,7 km norr om Doctor Belisario Domínguez. I omgivningarna runt Doctor Belisario Domínguez växer huvudsakligen savannskog.